# Editorial Milenio
Editorial Milenio es una empresa dedicada a la edición desde hace casi 20 años, cuya sede se encuentra en Lérida.

## Historia
Editorial Milenio (Milenio Publicaciones, SL) fue creada en 1996 por Lluís Pagès Marigot, su director. Desde ese año, ha editado alrededor de 700 títulos en castellano que se organizan en veinte colecciones. Las obras de historia, ensayo, música, narrativa, filosofía, libro práctico y de gran formato constituyen un importante fondo que permite a Milenio estar presente en diversos certámenes y ferias del libro a nivel internacional como LIBER España, la London Book Fair, la Frankfurt Book Fair, o la FIL (Feria Internacional del Libro de Guadalajara-México). Además, Milenio Publicaciones pertenece al Gremi d’Ediors de Catalunya, y también a la Federación de Editores de España.
Su participación en todos estos eventos y el formar parte de dichas asociaciones contribuyen a que Editorial Milenio pueda cumplir con el objetivo de apostar por la calidad y la creación de un catálogo editorial con identidad propia y poder llegar así a un público lector lo más amplio posible.

## Autores destacables
Francesc Torralba, Jorge L. Tizón, Carles Feixa, Jordi Palou-Loverdos, Úrsula Oberst, Màrius Torres, Lope de Vega, Mag Lari, Teresa Carles, Olga Xirinacs y Albert Vilaró, entre otros.